# بنگور، ولز

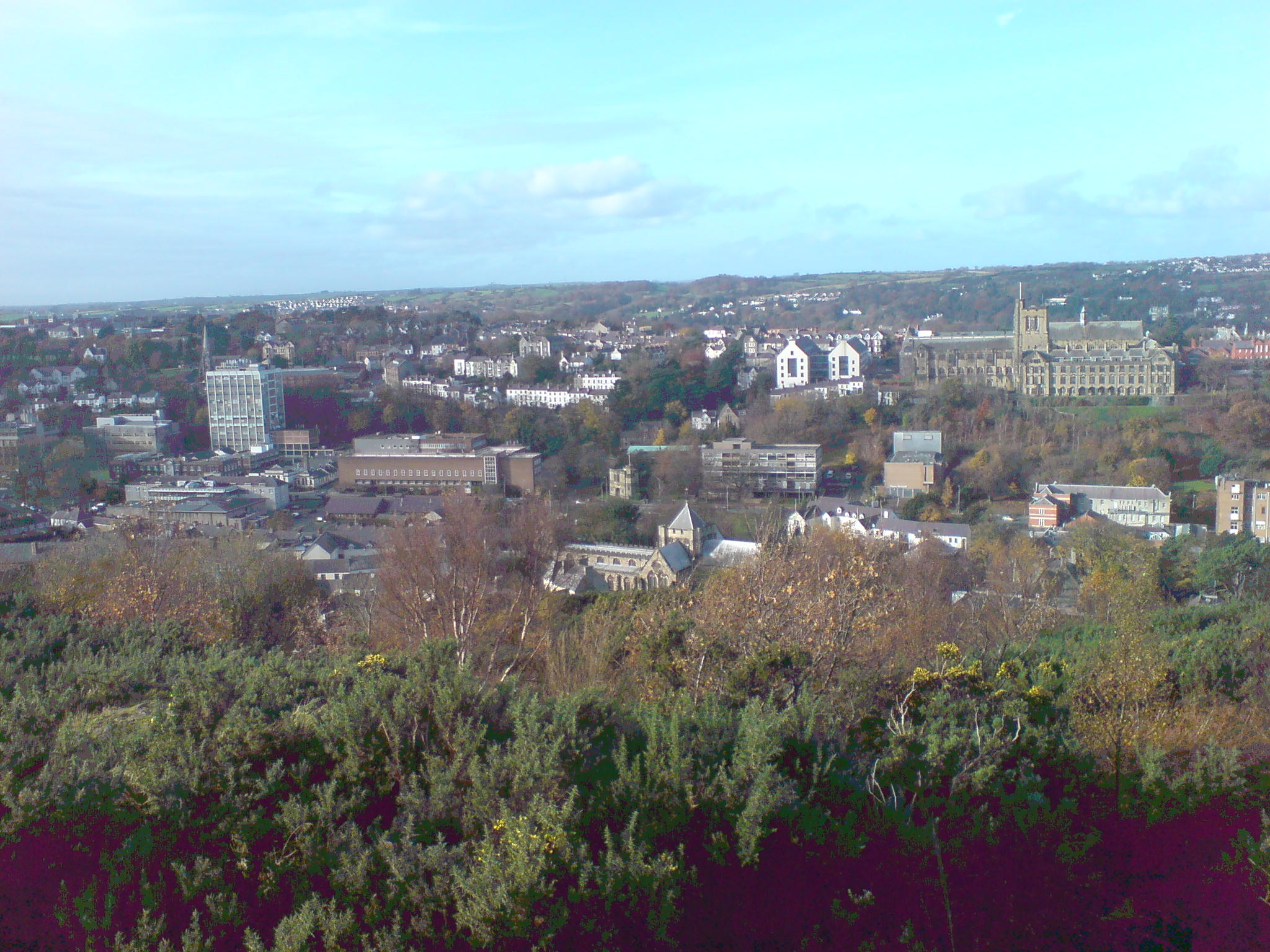
شهر بنگور

بنگور (به انگلیسی: Bangor) قدیمی‌ترین شهر، کشور ولز و یکی از کوچکترین شهرهای بریتانیا است.جمعیت این شهر ۲۱٬۷۳۵ نفر است.